# Arminiheringia
L'arminieringia (gen. Arminiheringia) è un mammifero estinto, appartenente agli sparassodonti. Visse nell'Eocene inferiore (circa 50 milioni di anni fa) in Sudamerica.

## Descrizione
Questo animale possedeva un cranio eccezionalmente robusto, dotato di una dentatura forte. I canini inferiori, in particolare, erano eccezionalmente lunghi e sporgevano in avanti. I molari e i premolari suggeriscono una dieta carnivora. Anche il corpo doveva essere massiccio, e l'intero animale raggiungeva dimensioni notevoli (lunghezza circa 1,8 metri). Le zampe erano forti e robuste, e in generale l'aspetto di questo animale doveva richiamare quello di un orso.

## Classificazione
L'arminieringia è considerato un tipico rappresentante dei proborienidi, una famiglia di mammiferi sudamericani simili a orsi. Questi animali facevano parte dell'ordine degli sparassodonti, che si sviluppò in America Meridionale e occupò le nicchie ecologiche che negli altri continenti vennero occupate dai mammiferi carnivori. In particolare, l'arminieringia e i suoi parenti erano molto simili a un gruppo di carnivori primitivi noti come creodonti. Sono note tre specie di arminieringia, la più nota delle quali è Arminiheringia auceta. Un altro animale simile è Callistoe.

## Stile di vita
Il forte corpo robusto e il cranio armato di grandi denti sono notevoli indicatori di una dieta carnivora; gli strani canini inferiori, allungati in avanti, indicano che l'arminieringia era un predatore specializzato, ma non è chiaro quale fosse esattamente la sua tecnica per procacciarsi il cibo.